# Aeroportul Internațional Mohammed V
Aeroportul Internațional Mohammed V (în franceză Aéroport international Mohammed V; în arabă مطار محمد الخامس الدولي) (IATA: CMN, ICAO: GMMN) este un aeroport din Nouaceur Province⁠(d), Casablanca-Settat⁠(d), Maroc ce deservește zona Casablanca. Aeroportul a fost tranzitat în 2022 de 7.637.643 de pasageri. A fost numit după Mohammed V of Morocco⁠(d).
Situat la o altitudine de 476 m, aeroportul dispune de 2 piste. Este operat de Moroccan Airports Authority⁠(d).

## Infrastructură

### Piste
Aeroportul dispune de 2 piste. Pista 17L/35R are suprafața de asfalt și dimensiunile 3.720 m × 45 m. Pista 17R/35L are suprafața de asfalt și dimensiunile 3.720 m × 45 m. 